# ダライアスフォース
『ダライアスフォース』 (DARIUS FORCE) は、タイトーが発売したシューティングゲーム。1993年9月24日にスーパーファミコン用ソフトとしてリリースされた。2019年2月28日には、Nintendo Switch用ソフト『ダライアス コズミックコレクション』特装版にて、このスーパーファミコン版が移植・リリースされた。北米ではSNES用として『SUPER NOVA』と改題され発売された。

## 概要
『ダライアスツイン』（1991年）に続くスーパーファミコンオリジナルダライアスの2作目。
前作のような2人同時プレイは出来ないものの、ゲーム開始時に3タイプの攻撃パターンをもつシルバーホークを選択し、Aゾーンから分岐する5 - 7ステージをクリアするとエンディング。全15ゾーン。
なお、本作はタイトーではない別のメーカーが制作しており、音楽についてもシリーズの顔とでも言うべきZUNTATAが一切関わっていない。

## ゲーム内容

### 新要素
ショットとボム（対地レーザー）を同時に使用すると、それぞれの攻撃が1段階弱くなるという他のシリーズに無いシステムが採用されており、ショットとボムのパワーアップは共通。それによりショットとボムの撃ち分けやサブウェポンの切り替えが重要な要素となる。ただしサブウェポンである対地レーザーは攻撃力が弱く、自機上部に攻撃できない時に使う以外はあまり使い道がない。
爬虫類など、水棲生物でないモチーフのボスが多数存在していたり、ZUNTATAサウンドでない等、それまでのダライアスシリーズとは異なる雰囲気を持つ。復活形式はアーケード版1作目の一人プレイ時以来となる戻り復活（ただし、ボス戦でミスをすると、ボスとの対決場面ではなく、ステージ後半に戻される）を採用している。
また、E、Mゾーンでは後の『Gダライアス』で採用されるゾーン内コース分岐のような道中で道筋が分岐している場所がある（ただしステージのゴールとボスは同じ）。

### 登場機体
タイプ1 DEV-NO.ZZ9X-0001 ロールアウト：「惑星ダライアス脱出戦争」
初代『ダライアス』と同じ方式で、ショットがミサイル→レーザー→ウェーブになっていく。ボムはマルチボム、対地レーザーは全方位となり、緑色のシルバーホーク。

タイプ2 DEV-NO.FFSA-0014 ロールアウト：「太陽系防衛戦争」
『ダライアスII』と同じパワーアップ方式で、ミサイル→3WAYショット→波動弾へと変わる。ボムは最終段階では地上も転がり、対地レーザーは前にも進む。シルバーホークの色は青。

タイプ3 DEV-NO.FRSA-6351 ロールアウト：「－－－－－－－－－」
本作オリジナルで、ミサイル→拡散ショット→ハイプレスレーザーとなり、ボムはブレイクボム、対地レーザーはローリングレーザーへと変わる赤いシルバーホークである。

全てのタイプで対地レーザーが装備されているが、ボムと切り替え式の排他使用となっている。

## 設定

### ストーリー
人が骨を武器として使うことを覚えて以来、戦いの歴史は続いている。
太陽系防衛戦争と呼ばれたベルサーとの戦いから遥かな時が流れ、戦いの記憶も伝説となった時代。
惑星オルガを中心とした数百の惑星国家からなる銀河連邦には、シルバーホークが標準配備され自警の任に就いていた。
しかし歴史は繰り返す。再び銀河の片隅で戦端が開かれようとしていた。
これは絶え間ない、人の生き残るための戦いの物語である。

### ステージ構成
進化論を基にしたE型のルート。ステージを進めるごとに、また上位の段に上がるごとに、進化上に沿った高等動物モチーフのボス構成になっていく。下段ルートでは5ステージエンドだが、中段ルート上段ルートではそれぞれ6ステージ、7ステージでクリアとなる。
| 面数 | ゾーン名                  | 中ボス             | ボス                                                     | ボスモチーフ       |
| ---- | ------------------------- | ------------------ | -------------------------------------------------------- | ------------------ |
| 1    | A 宇宙空間                | 三葉虫             | BIO HAZARD （バイオハザード） （恐怖遺伝子）             | ミジンコ           |
| 2    | B 海底洞窟                | アンモナイト       | MUDY CRYSTAL （マディクリスタル） （淑女水晶）           | クラゲ             |
| 2    | C 回転基地                | 無                 | MUDY CRYSTAL （マディクリスタル） （淑女水晶）           | クラゲ             |
| 3    | D 都市地帯                | ファージ           | SPIRAL SNAIL （スパイラルスネイル） （螺旋蝸牛）         | カタツムリ         |
| 3    | F 都市地帯                | ファージ           | SPIRAL SNAIL （スパイラルスネイル） （螺旋蝸牛）         | カタツムリ         |
| 3    | E 宇宙洞窟                | 無                 | THUNDERBOLT FANS （サンダーボルトファンズ） （電流風車） | イソギンチャク     |
| 4    | G 宇宙空間                | 三葉虫             | DEVIL FISH （デビルフィッシュ） （悪魔の魚）             | イカ               |
| 4    | I 海底洞窟                | アンモナイト       | DEVIL FISH （デビルフィッシュ） （悪魔の魚）             | イカ               |
| 4    | H 宇宙空間                | 無                 | PEACE DESTROYER （ピースデストロイヤー） （平和破壊者）  | リュウグウノツカイ |
| 5    | J 回転基地                | 無                 | STEALTHER （ステルサー） （隠れる者）                    | カメレオン         |
| 5    | K 都市地帯                | ファージ           | STEALTHER （ステルサー） （隠れる者）                    | カメレオン         |
| 5    | L 都市地帯 (最終ステージ) | ダンクレオステウス | ZANDICK II （ザンディックII） （二代目竜）               | エラスモサウルス   |
| 6    | M 宇宙洞窟                | 無                 | GREAT FORCE （グレートフォース） （大いなる力）          | ザトウクジラ       |
| 6    | N 惑星上空 (最終ステージ) | 無                 | MEGALOPROS （メガロプロス） （超怪鳥）                   | プテラノドン       |
| 7    | O 都市地帯 (最終ステージ) | ダンクレオステウス | GALST VIC （ガルストヴィック） （災霊）                  | ヒト（骸骨）       |

ちなみに、ザンディックII、メガロプロス、ガルストヴィックは同社のサイバリオンに由来を持つボスキャラクター。

## 移植版
| No. | タイトル           | 発売日        | 対応機種        | 開発元   | 発売元   | メディア     | 型式 | 売上本数 | 備考                                              |
| --- | ------------------ | ------------- | --------------- | -------- | -------- | ------------ | ---- | -------- | ------------------------------------------------- |
| 1   | ダライアスフォース | 2019年2月28日 | Nintendo Switch | エムツー | タイトー | ゲームカード | -    | -        | 『ダライアス コズミックコレクション』特装版に収録 |

## スタッフ
- 企画：黒木伸章
- ソフトウェア：みずのまさる、いとうかずたか、まゆずみたかし
- キャラクター：なりたたけし、タイガーかとう、川石徹、斎藤慎、うえはらみつひろ
- サウンド：草津きよし、わたなべよしお、田辺裕紀彦
- デザイン&アートワーク：谷沢康夫、おかだともあき、H.OKAMOTO
- スペシャル・サンクス：伊藤圭之、古賀祐次、CB-I、YAMASAN
- プロデューサー：高橋章二
- エグゼクティブ・プロデューサー：松髙誠三
- ディレクター：黒木伸章

## 評価
ゲーム誌『ファミコン通信』の「クロスレビュー」では、6・4・6・5の合計21点（満40点）、『ファミリーコンピュータMagazine』の読者投票による「ゲーム通信簿」での評価は以下の通りとなっており、19.6点（満30点）となっている。
| 項目 | キャラクタ | 音楽 | お買得度 | 操作性 | 熱中度 | オリジナリティ | 総合 |
| 得点 | 3.4        | 3.5  | 3.3      | 3.2    | 3.2    | 3.1            | 19.6 |